# Israel Poblete
Israel Elías Poblete Zúñiga (Santiago, 22 giugno 1995) è un calciatore cileno, centrocampista dell'Universidad de Chile.

## Caratteristiche tecniche
È un interno di centrocampo.

## Palmarès

### Club

#### Competizioni nazionali
- Campionato cileno: 1

Cobresal: 2015 (C)
- Copa Chile: 1

Universidad de Chile: 2024